# Bolborhynchus orbygnesius
Bolborhynchus orbygnesius — вид птиц семейства попугаевых. Ранее он был известен как B. andicolus. Подвидов не выделяют.

## Распространение
Обитают в высокогорных районах на севере Перу, в Боливии. Недавно обнаружены на северо-западе Аргентины.

## Описание
Длина тела 16-17 см. Вес 48-50 г. От Bolborhynchus ferrugineifrons отличаются только чуть меньшим размером и тем, что рыжий участок вокруг клюва заменён желтым с зелёным оттенком. У самок и неполовозрелых особей желтого оттенка меньше или он отсутствует. У последних также клюв светлее.

## Биология
Питаются семенами, фруктами и ягодами. Для размножения эти птицы используют норы в крутых берегах. Большинство стаек этих попугаев мелкие, но некоторые могут насчитывать до 300 особей.